# Publius Petronius
Publius Petronius parfois nommé Caius Petronius (v. 75 av. J.-C. - v. 20 av. J.-C.) est le second des trois préfets d'Égypte sous Auguste (v. 25 av. J.-C. - v. 20 av. J.-C.). Il mène campagne dans le sud, territoire du Soudan face aux troupes du royaume de Méroé, qui avaient auparavant attaqué l'Égypte.